# Piave (kaas)
Piave is een Italiaanse kaas uit de provincie Belluno in de Dolomieten. De kaas is genoemd naar de rivier Piave, die de provincie van noord naar zuid doorstroomt. Het is een gekookte en gerijpte, harde kaas die bereid is met koemelk afkomstig uit de provincie. De kazen hebben de vorm van een platte cilinder, met een doorsnede van 27 tot 31 cm, een hoogte van ongeveer 7 cm en een gewicht van 5,5 tot 7 kg.
Er zijn verschillende soorten:
- Fresco: jonge kaas met een rijpingstijd van 20 tot 60 dagen. Het vetgehalte is ongeveer 33%.
- Mezzano: halfjong, rijpingstijd 60 dagen tot 6 maanden, vetgehalte ongeveer 34%.
- Vecchio: oud, rijpingstijd langer dan 6 maanden, vetgehalte meer dan 35%.
- Vecchio selezione oro: oud, selectie goud; rijpingstijd meer dan 12 maanden.
- Vecchio riserva: oud reserve; rijpingstijd meer dan 18 maanden.

De korst van de kaas is zacht en lichtgekleurd bij de "Fresco", en wordt harder en donkerder bij de oudere soorten. De kaas zelf is wit bij de jonge kaas, strogeel bij de oudere die ook droger, korreliger en brokkeliger is. De smaak varieert ook, van een zoete melksmaak bij "Fresco" en "Mezzano" naar een volle, pittige smaak bij de oude kazen.
"Piave" is sedert 25 juni 2009 een DOP (Denominazione d’Origine Protetta) in Italië. In de Europese Unie heeft de kaas sinds 21 mei 2010 een beschermde oorsprongsbenaming (BOB).